# Hohenkammer
Hohenkammer – miejscowość i gmina w Niemczech, w kraju związkowym Bawaria, w rejencji Górna Bawaria, w regionie Monachium, w powiecie Freising. Leży około 15 km na północny zachód od Freising, nad rzeką Glonn.

## Demografia
Dane o ludności z 31 grudnia 2008:
| Opis                                | Ogółem | Ogółem | Kobiety | Kobiety | Mężczyźni | Mężczyźni |
| ----------------------------------- | ------ | ------ | ------- | ------- | --------- | --------- |
| Jednostka                           | osób   | %      | osób    | %       | osób      | %         |
| Populacja                           | 2288   | 100    | 1134    | 49,56   | 1154      | 50,44     |
| Wiek przedprodukcyjny (0–17 lat)    | 459    | 20,06  | 226     | 9,88    | 233       | 10,18     |
| Wiek produkcyjny (18–65 lat)        | 1506   | 65,82  | 733     | 32,04   | 773       | 33,78     |
| Wiek poprodukcyjny (powyżej 65 lat) | 323    | 14,12  | 175     | 7,65    | 148       | 6,47      |

## Polityka
Wójtem gminy jest Johann Stegmair z CSU, rada gminy składa się z 14 osób.
|      | CSU/WB | SPD/BL | FDP | Razem |
| 2008 | 10     | 3      | 1   | 14    |
| 2002 | 11     | 3      | 14  |       |